# John Stevens (Musiker)

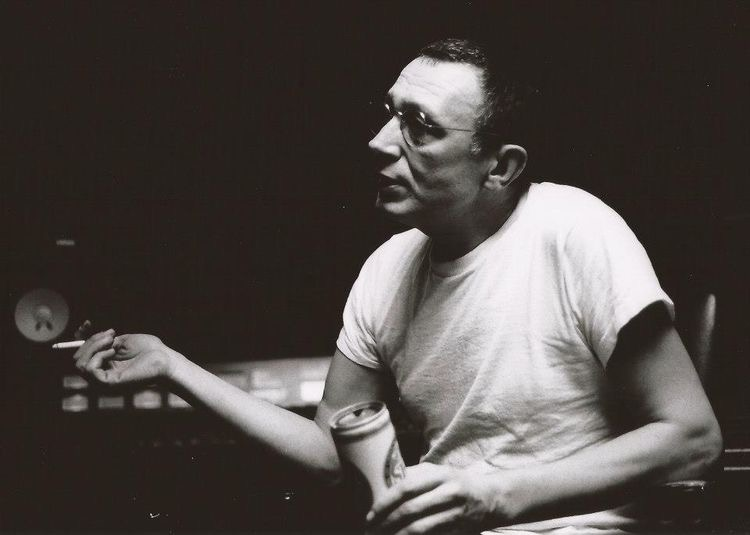
John Stevens, 1987

John William Stevens (* 10. Juni 1940 in Brenford, England; † 13. September 1994 in Ealing, London) war ein britischer Jazzschlagzeuger und Improvisationsmusiker; er spielte gelegentlich auch Trompete.

## Leben
Nach seiner Schul- und Hochschulzeit in Ealing studierte Stevens an der Musikschule der Royal Air Force und spielte in Militärbands, wo er auf Paul Rutherford und Trevor Watts traf. Zu dieser Zeit war er besonders an Skiffle, Traditional Jazz sowie Modern Jazz interessiert; einige Auftritte mit Francy Boland, Tubby Hayes und anderen liegen in dieser Zeit. 1964/65 arbeitete er in London mit Ronnie Scott, Stan Tracey und Hayes. Außerdem spielte er im Quartett mit Ian Carr, John McLaughlin und Jeff Clyne. 1965 bildete er ein eigenes Septett, zu dem Kenny Wheeler, Alan Skidmore und Ron Mathewson gehörten. Fast zeitgleich gründete er mit Trevor Watts das Spontaneous Music Ensemble, um gezielt Improvisationen, auch ohne vorgegebenen Rahmen (Thema, Tempo usw.) und Absprachen über Dauer und Struktur, zu erforschen.
Das Spontaneous Music Ensemble wurde (insbesondere in den späten 1960er Jahren) ebenso wie die von ihm organisierten Abendkonzerte im Little Theater Club in der City of Westminster (London) zum Bezugspunkt der jungen Generation britischer Jazzmusiker – von Evan Parker über Derek Bailey, Paul Rutherford, Howard Riley, Maggie Nicols, Julie Tippetts bis hin zu Barry Guy und Jamie Muir. 
Zu Beginn der 1970er Jahre wurde Stevens Interesse an klarer definierten Rhythmen und Strukturen stärker. Mit Watts und Clyne bildete er bereits 1968 das Trio Amalgam; das Debütalbum Prayer for Peace erschien 1969. Dann gründete er die Gruppe Splinters (1971), das John Stevens Dance Orchester (1974) und die Rockjazz-Band Away (1975, u. a. mit Allan Holdsworth). Später entstanden die Gruppen Freebop und Folkus. Daneben arbeitete er in der Gruppe (Detail) (mit Frode Gjerstad, Johnny Dyani und z. T. Bobby Bradford, weiterhin mit Steve Lacy, John Tchicai, Yoko Ono, Dudu Pukwana, Pierre Dørge), aber auch im Trio mit dem Songwriter John Martyn und Danny Thompson oder mit Dick Heckstall-Smith und Jack Bruce (This That). Daneben spielte er aber weiter im Spontaneous Music Ensemble mit jüngeren Musikern wie Roger Smith oder Nigel Coombes.
Ab 1983 war Stevens der musikalische Leiter des Outreach Community Music Projekt der britischen Jazz Centre Society; anschließend war er die treibende Kraft hinter der Community Music Limited, einer unabhängigen Stiftung, die die musiktherapeutische Funktion frei improvisierter Musik bei Kindern und in der Psychiatrie nutzte und erweiterte. Kurz vor seinem Tod vollendete Stevens sein Werk Celebration with Voices für großen Chor, Streichquartett und Jazzoktett.
Stevens war an der Entwicklung des britischen Free Jazz und seinen weiterführenden Entwicklungen maßgeblich beteiligt.